# مانويل أريلانو
مانويل أريلانو (بالإسبانية: Manuel Arellano)‏ هو اقتصادي إسباني، ولد في 19 يونيو 1957 في إلدا في إسبانيا.